# Tabora
Tabora és una ciutat de Tanzània, capital de la regió de Tabora i té 127.880 habitants (2002). Fou fundada per comerciants àrabs el 1852, però el 1892 quedà inclosa dins la colònia de l'Àfrica Oriental Alemanya, de la qual esdevingué capital administrativa, amb el nom de Weidmannsheil.